# 美祢線
美祢線（みねせん）は、山口県山陽小野田市の厚狭駅から山口県長門市の長門市駅に至る西日本旅客鉄道（JR西日本）の鉄道路線（幹線）である。
山口県を南北に貫く地域輸送路線であり、沿線には秋吉台・秋芳洞への玄関口美祢市や海上アルプスと呼ばれる青海島がある長門市などを控えている。かつては石灰石などの貨物輸送が多かったため、運賃設定上は幹線に指定された。
広島支社の下関地域鉄道部が管轄する厚狭駅を除いて、全線を長門鉄道部が管理している。車内路線図や駅掲示時刻表のシンボルで使用されているラインカラーは濃いピンク（■）。

## 路線データ
- 管轄（事業種別）：西日本旅客鉄道（第一種鉄道事業者）
- 管轄・路線距離（営業キロ）：46.0km
- 軌間：1067mm
- 駅数：12（起終点駅含む）
  - 美祢線所属駅に限定した場合、山陽本線所属の厚狭駅および、山陰本線所属の長門市駅[4]が除外され、10駅となる。
- 複線区間：なし（全線単線）
- 電化区間：なし（全線非電化）
- 閉塞方式：自動閉塞式（特殊）
- 最高速度：85km/h
- 運転指令所：中国総合指令所広島指令所
- 平均通過人員： § 利用状況を参照

## 運行形態

### 旅客列車
2015年（平成27年）3月14日のダイヤ改正時点では、旅客列車はすべて各駅に停車する普通列車で、1 - 2時間に1本程度運転されている。すべての列車が厚狭駅 - 長門市駅間の全区間で運行され、区間運転の列車は特定日の昼に運行される美祢発長門市行き1本のみとなっている。2015年3月13日までは、登校日（月曜日 - 金曜日：学校長期休暇期間および祝日は除く）の朝に美祢発長門市行きが運行されていた。約半数が山陰本線仙崎支線まで直通し、厚狭駅 - 長門市駅 - 仙崎駅間折り返し運転を行っている。1本のみ山陰本線の本線に直通する厚狭発東萩行きの列車も運行されている。保守工事のため、日中の上下2本の列車は月に1度月曜日（週は不定、2012年9月まで休日にあたる場合を除く奇数月の第4水曜日上下3本の列車だった）に運休し、バス代行となる。全列車において車内精算型のワンマン運転を実施している。2往復（うち1本は仙崎発）のみが2両編成で、その他は単行（1両）運転となっている。
1980年代までは、宇部線に直通する普通列車も気動車で運転され、貨物列車と同様に厚狭駅から宇部駅まで貨物用の増設線を走行していた。
かつては線内を運行する急行列車として「あきよし」や「さんべ」が運行されていた（美祢線内は美祢駅と長門湯本駅に停車）。いずれも山陰本線益田方面から美祢線・山陽本線を経て九州に至る列車であるが、美祢線を経由する列車・編成は1985年に廃止されている。急行「あきよし」や「さんべ」には益田駅で山口線経由の編成と美祢線経由の編成を分割して厚狭駅で再併結（その後小倉駅で再分割）、あるいは長門市駅で山陰本線経由の編成と美祢線経由の編成を分割後下関駅で再併結するという変わった運行形態のものがあった。そのため、実質的に最短経路で運賃を計算できるように選択乗車の制度があった。なお、急行「さんべ」にグリーン車が連結されていたときは、山陰本線と美祢線に分かれて走行する列車では山陰本線経由ではなく美祢線経由の編成がグリーン車付きとなっていた。
また、急行列車の運転終了後、「北長門」（厚狭駅 - 長門市駅 - 東萩駅間）・「金子みすゞ号」（厚狭駅 - 長門市駅 - 仙崎駅間）・「萩・津和野号」（厚狭駅 - 長門市駅 - 益田駅 - 津和野駅間）といった臨時快速列車も運転されていたが、いずれも運転が終了した。2015年3月28日より、NHK大河ドラマ『花燃ゆ』放送に合わせ、厚狭駅から長門市駅経由で山陰本線に乗り入れ東萩駅までを結ぶ臨時快速列車「幕末ISHIN号」が土日・祝日に1本運転されている。

### 貨物列車

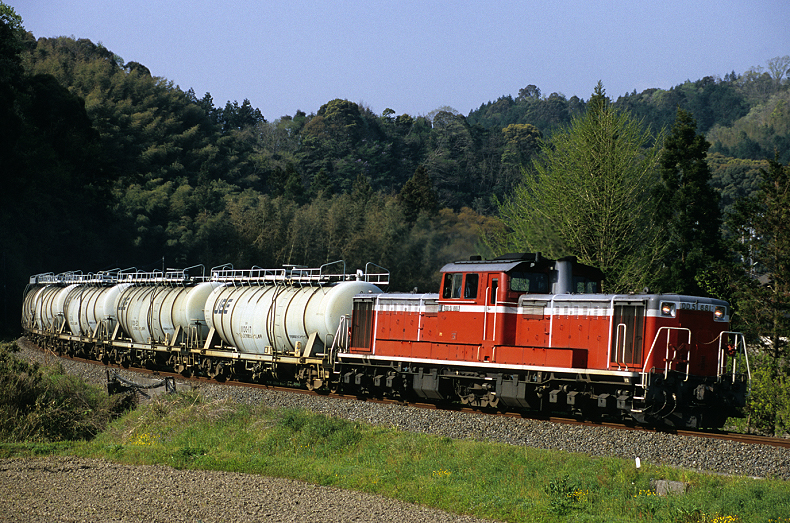
かつて運行されていた炭酸カルシウム専用貨物列車

2013年度までは、日本貨物鉄道（JR貨物）による貨物列車も運行されていた。
かつては美祢駅から宇部線宇部港駅との間で石炭・石灰石運搬の専用貨物列車（DD51形ディーゼル機関車牽引、貨車は石炭車のセキ6000形・セキ8000形）が昼夜を問わず多数運転された。特に美祢線南部の各駅が十分な有効長を持つ行き違い施設を備えていることや、松ヶ瀬・鴨ノ庄の両信号場の存在は、この石灰石輸送全盛時の設備増強に由来している部分が大きい。この貨物輸送が旅客輸送以上に収益をもたらしてきたため、当線は運賃設定上は「幹線」とされた。しかし主たる顧客であった宇部興産伊佐セメント工場（現・UBE三菱セメント）が自社の専用道路を開通させ、石灰石輸送をトラック輸送に移行させたのに伴い、宇部港駅向けの石灰石列車は1998年（平成10年）に廃止となった。
近年まで運行されていた系統として、重安駅と宇部線宇部岬駅との間で1日1往復運転される専用貨物列車が存在した。牽引機はDD51形・DE10形ディーゼル機関車、貨車はホキ9500形で、太平洋セメント重安鉱業所で生産される塊石灰石をセントラル硝子宇部工場へ輸送するものであった。これについては、ホキ9500形の老朽化に伴い2009年10月18日の運行をもって廃止となった。
このほか、美祢駅と山陰本線岡見駅との間を山陽本線・山口線経由で専用貨物列車（通称:岡見貨物）が1日1往復運転されていた。牽引機はDD51形、貨車はすべてタキ1100形であった。これは、宇部興産伊佐セメント工場（現・UBE三菱セメント）で生産される炭酸カルシウムと中国電力三隅発電所で発生するフライアッシュを相互に輸送するものであった。2013年7月の水害に伴う山口線の運休により、この列車は運行休止となりトラックによる代替輸送がおこなわれた。さらに同年10月に発生した三隅発電所のトラブルなどの影響もあり、そのまま運行再開されることなく2013年度末をもってこの貨物列車は廃止となった。
これをもって、美祢線におけるJR貨物の第二種鉄道事業は2014年4月1日付で廃止となった。

## 水害およびその状況

### 2010年の水害
2010年（平成22年）7月12日から15日にかけて、山陽小野田市・美祢市では激しい豪雨に見舞われ、美祢線でも大きな被害を受けた。厚狭川の氾濫に伴い、湯ノ峠駅 - 厚保駅間の第3厚狭川橋梁が流失したほか、別箇所でも路盤が流失したため、7月15日に全線不通になった。JR西日本の佐々木隆之社長は7月22日の定例会見の席で美祢線の復旧の目処が立っていない旨を明らかにし、広島支社の杉木孝行支社長は28日の記者会見で、復旧には1年以上を要し、美祢線全線を集中制御しているケーブルが断線したため、被害が比較的少なかった区間を含めた部分的な再開が難しいとの見解を示した。
全線で早期の運転再開の目処が立たなかったため、JR西日本は7月21日からバス代行を開始した。バス代行による運行ルートは、当初は一部区間で平行する県道下関美祢線が同時に被災したため、厚狭駅 - 美祢駅間は美祢線から離れた国道316号を直行し途中駅を経由しなかった（26日以降は、美祢市が厚保駅 - 美祢駅間を結ぶ無料シャトルバスを県道復旧まで運行）が、県道の一部復旧に伴い8月7日から県道経由（厚保駅・四郎ケ原駅・南大嶺駅停車）と国道経由（湯ノ峠駅停車）の2系統で運行された。
二井関成山口県知事は2010年（平成22年）8月11日の記者会見での質疑応答で、8月6日に西村亘副知事がJR西日本本社に早期復旧の要望を行った際に、「美祢線は近年の利用状況から、本来的には廃止をしたい路線と位置付けている」というような指摘がJR西日本の副社長からあったことを明らかにしており、早期復旧のために沿線の山陽小野田市・美祢市・長門市とともに利用促進対策を検討する場を設けることとともに、厚狭川の災害復旧事業と連携して美祢線の復旧をJRとともに進める意向を表明している。これに対しJR西日本広報部は「廃線はあり得ない。副知事との面会でもあくまで復旧が前提だった」とコメントしている。
その後の山口県とJRとの調整で、山口県は「JRの復旧対策を支援する観点」に基づき、河川管理上必要な河川改修事業費として2年全体で5億3千万円程度の予算措置を行うことを決め、初年度分として9月議会に補正予算として2億8千万円の予算案を計上し可決された。美祢線復旧事業のスキームとしては、2004年の福井豪雨で足羽川にかかる橋梁が被災し、国と県が復旧事業費の一部を直接負担した越美北線のケースと類似しており、JRの復旧工事費の一部を直接補填するのではなく、本来山口県が河川管理者として実施すべき事業の一部（河道の拡幅、護岸の復旧及びかさ上げなど）を山口県からの委託によりJR西日本が一体的に施工し、橋梁のグレードアップ分（3径間ガーダー橋から単径間トラス橋への変更）および河川改修費用相当分として、当該箇所の全体事業費（約6億6,773万円）の約4分の3を国および山口県が負担するものである。なお、そのほかの区間を含めた全線復旧に要する費用についてはJR西日本広島支社の小南雅彦次長が総額で約13億3,400万円かかる見通しを明らかにしており、協定分以外の6億6,700万円についてはJR西日本が全額負担する予定としている。
復旧時期については二井山口県知事は「おいでませ!山口国体（2011年10月）の前には復旧をしてもらいたい」との希望を述べ、JR西日本広島支社の小南次長は2010年12月の時点で「当社としても工事をなるべく短縮し、全力を挙げて復旧工事に取り組みたい」と強調する一方で、全線復旧の時期については「まだ申し上げられる状況にない」と述べていた。2011年2月末の時点では広島支社の杉木支社長が前年秋に仮設道路が4回流された事を明らかにし「（天候が順調に推移するなど）理想的な状況が続けば間に合う可能性はゼロではないが、それはあり得ないし自信がない」「通常、災害発生から（復旧まで）3年かかるところを1年余りでやろうとしていることを、山口県にもご理解いただきたい」と述べ、国体までの復旧が難しいことを示唆していたが、同年9月26日始発より全線で運転を再開した。

### 2023年の水害
2023年6月30日から7月1日にかけて西日本で発生した大雨の影響で、四郎ケ原駅 - 南大嶺駅間に架かる第6厚狭川橋梁が崩落し、全線が不通となった。7月3日、山口県知事の村岡嗣政が美祢線の線路の崩落現場を視察し、存続の必要性を訴えていく考えを示した。同日、JR西日本は不通になっている当線の厚狭駅 - 長門市駅間について、当面の間代行バスを運行すると発表し、7月4日より運行を開始した。ただし、湯ノ峠駅については代行バスのルートからは外れるため、厚狭駅との間に代行タクシーが運行されている。
同年9月19日、JR西日本広島支社は山陰本線・美祢線の被災状況を公表し、美祢線については湯ノ峠駅 - 長門湯本駅間37kmの区間で盛り土流失など18カ所、崩土流入・堆積など43カ所、橋梁変状など9カ所、電気設備など7カ所の計80カ所の被災があったことを明らかにし、「被災原因の多くが厚狭川の水位上昇、氾濫によるもの」とした。そのうえで2010年の豪雨災害も厚狭川の氾濫に起因するものであったとして、「橋梁だけでなく、河川管理者（の県）は、厚狭川全体の防災強度（向上）に向けた河川改修を検討する必要がある。（JR西としても）河川改修に対応すると共に、関係自治体と地域交通における美祢線の役割について議論していかなければならない」との認識を示し、復旧時期や被害額には言及しなかった。
2024年5月29日、山陽小野田市で開かれた「JR美祢線利用促進協議会」の総会でJR西日本の広岡研二広島支社長は「ワーキンググループの検討結果を踏まえると（美祢線は）JR単独で持続的な運行は困難だと見ている」との見解を示し、協議会に新たな部会を設け、美祢線の今後の在り方を協議することを提案した。
同年8月28日に開かれたJR西日本と沿線自治体の会合で、JR西日本は鉄道での復旧をする場合、復旧費用に58億円以上かかるとの試算を示した。
2025年5月22日に開かれた利用促進協議会の総会で、JR西日本はバス高速輸送システム（BRT）による復旧が最も適当との見解を示した。
同年7月16日に開かれた利用促進協議会臨時総会で、鉄道での復旧は断念し、BRTで復旧する方向で意見が一致した。今後、県との合意が得られれば、国を含めた法定協議会で議論される。同年8月7日、山口県と沿線自治体との協議が行われ、鉄道での復旧を断念のうえでBRTへの転換について合意し、同年秋にも県と沿線3市のほかJR西日本など関係機関が参加する法律に基づく新たな協議会を設置し、BRT転換へ向けて会合を開くこととなった。

## 使用車両

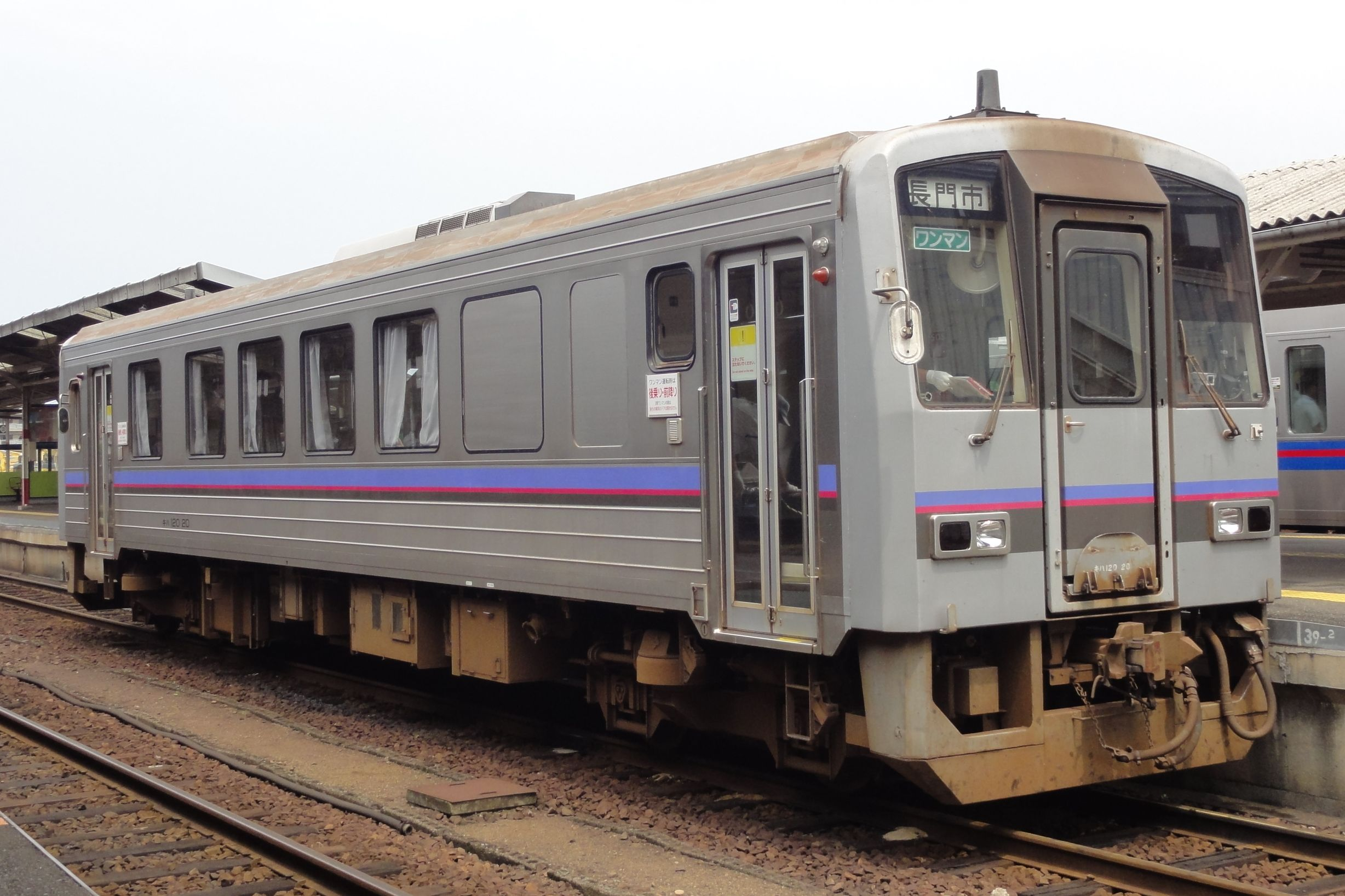
キハ120形（2011年7月）

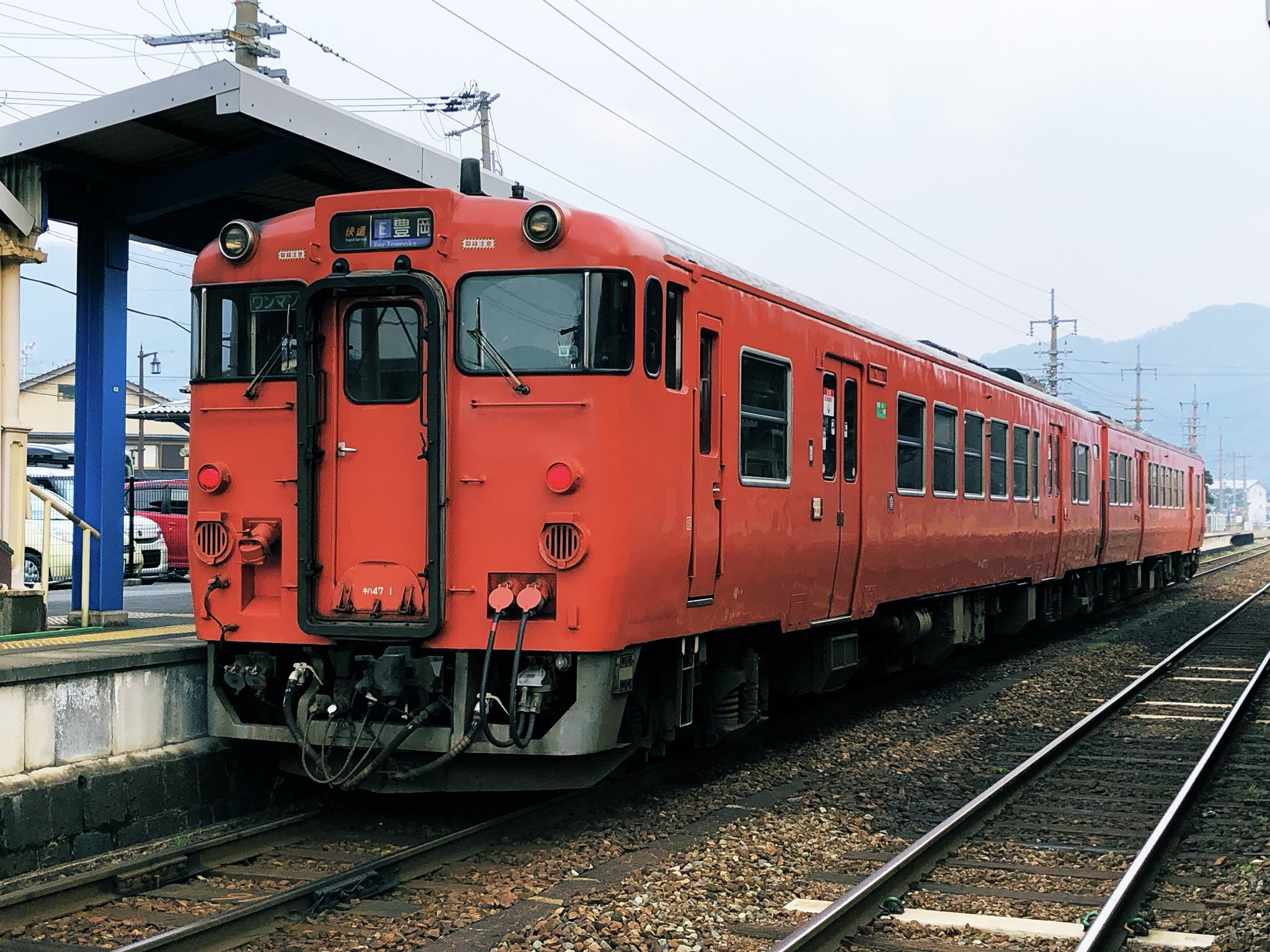
キハ40系

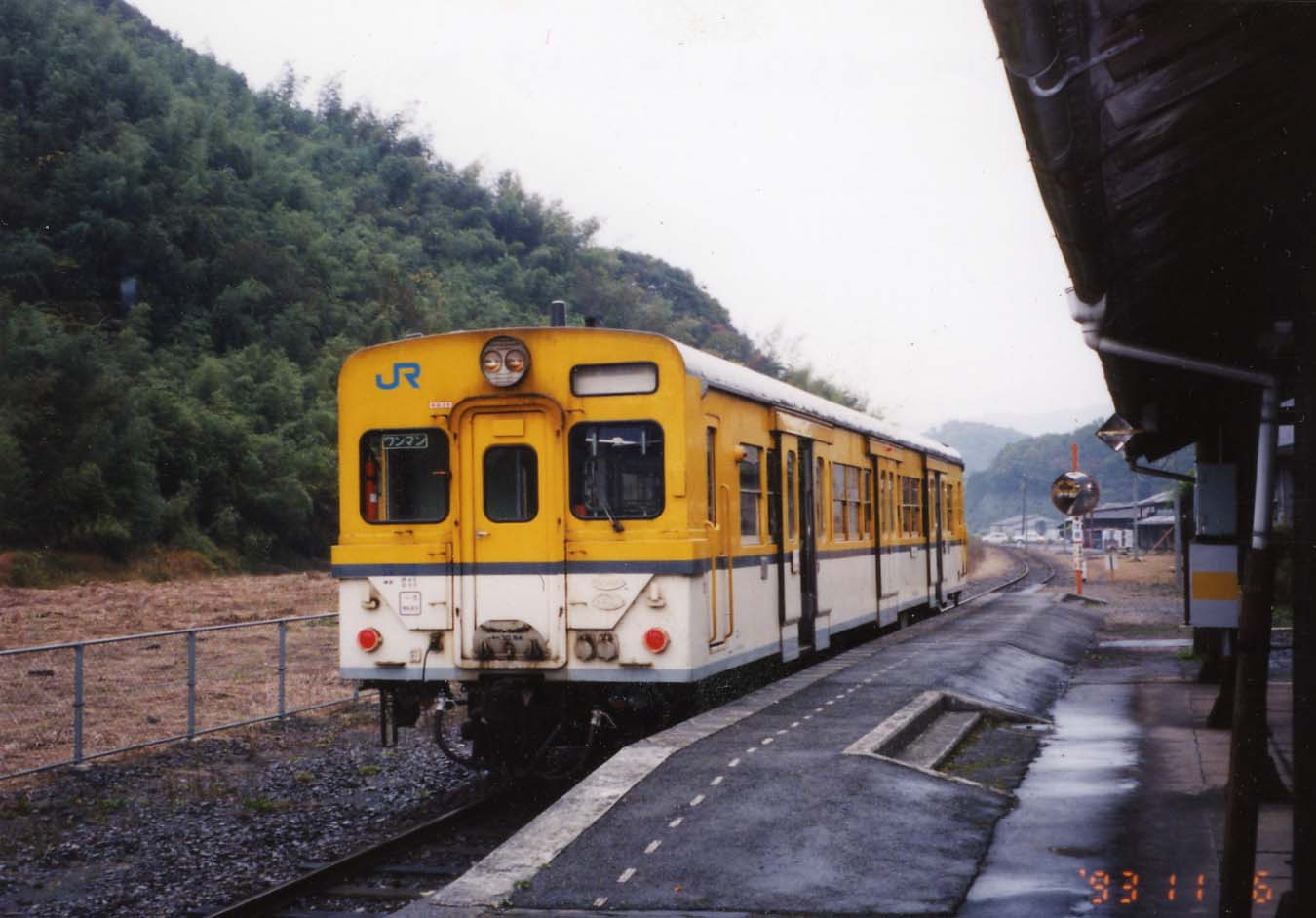
キハ30系（1993年11月 大嶺駅）

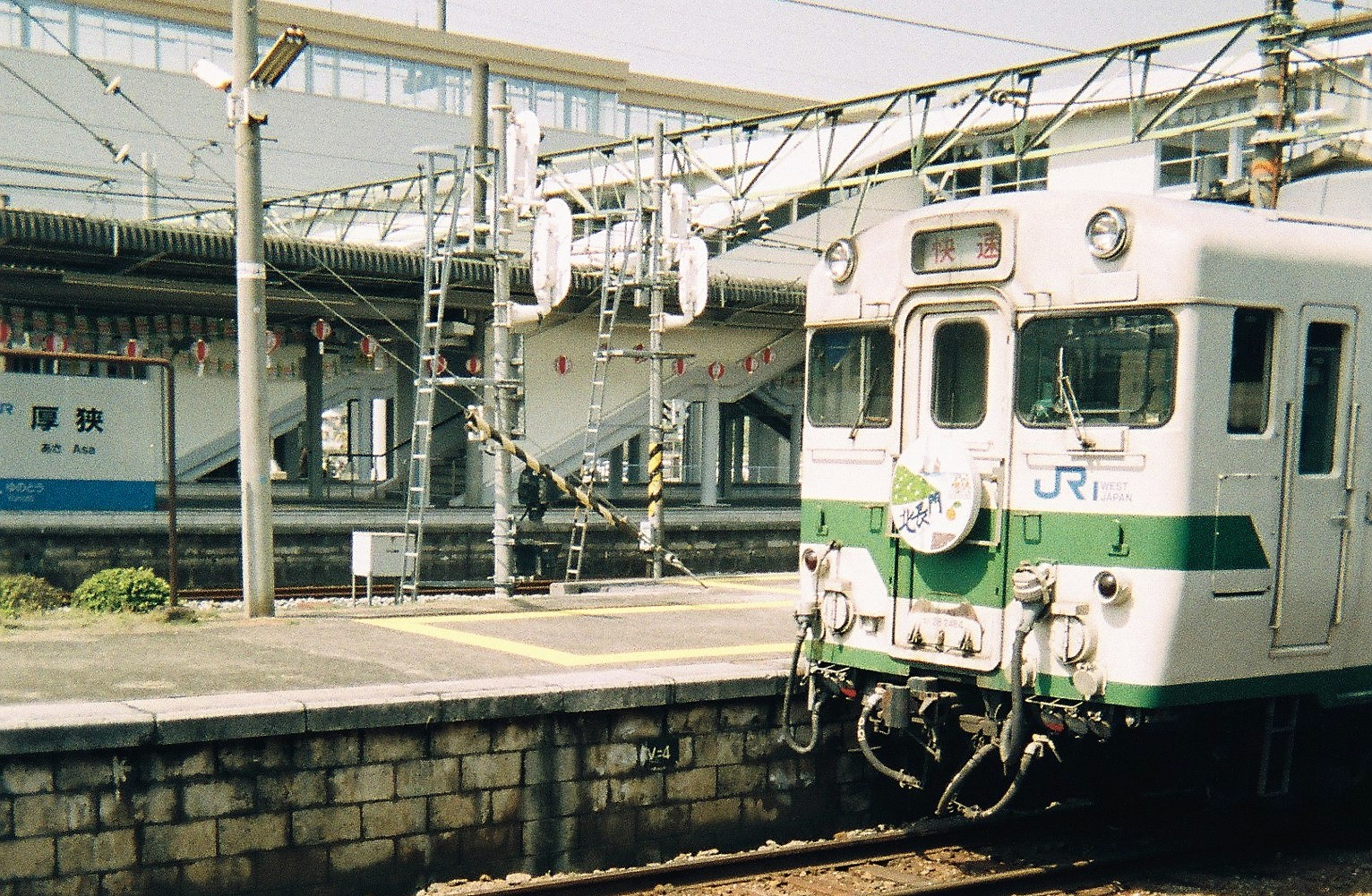
キハ58系（1999年5月 臨時快速北長門）

### 現在の使用車両
すべて下関総合車両所新山口支所所属の気動車が使用されている。
- キハ120形
- キハ40系 - 奇数月の第3木曜日のみ1往復運転されている[要出典]。

### 過去の使用車両
- 蒸気機関車 - 1972年2月末で無煙化
  - 3300形（厚狭機関庫所属）
  - 8550形（厚狭機関庫所属）
  - 8620形（正明市機関庫所属）
  - 9600形（正明市機関庫所属）
  - D51形（厚狭機関区所属）
  - C58形（正明市機関区所属）
- ディーゼル機関車
  - DD51形（主に貨物列車用）
  - DE10形
  - DE11形
- 気動車
  - キハ23系
  - キハ30系
  - キハ58系（急行「あきよし」「さんべ」）
- 貨車
  - タキ1100形

## 歴史
厚狭駅 - 南大嶺駅 - 大嶺駅間は、大嶺炭田から産出される石炭を運ぶために山陽鉄道が1905年（明治38年）に開業させた。背景には日露戦争の開戦に伴い、徳山市にあった海軍燃料廠へ石炭を運ぶ必要が生じ、海軍大臣山本権兵衛が山陽鉄道に建設を命じたものであった。突貫工事により1年間で鉄道は完成したが、完成前に戦争は終わっていた。翌年国有化され大嶺線となった。
南大嶺駅 - 重安駅間は、美祢軽便鉄道により1916年（大正5年）に開業した。1920年（大正9年）に国有化され美禰軽便線となり、1922年（大正11年）に美禰線となった。
重安駅 - 長門市駅間は、国鉄線として延伸された区間である。正明市（現在の長門市）駅までは1924年に開通した。その後、美禰線として東は宇田郷駅、西は阿川駅、北は仙崎駅まで延伸されるが、1933年（昭和8年）に正明市駅から先は山陰本線に編入された。なお、美祢線の表記となったのは1963年（昭和38年）のことである。
美祢線に編入後、大嶺支線と呼ばれていた南大嶺 - 大嶺間は1997年（平成9年）に廃止された。

### 山陽鉄道→大嶺線

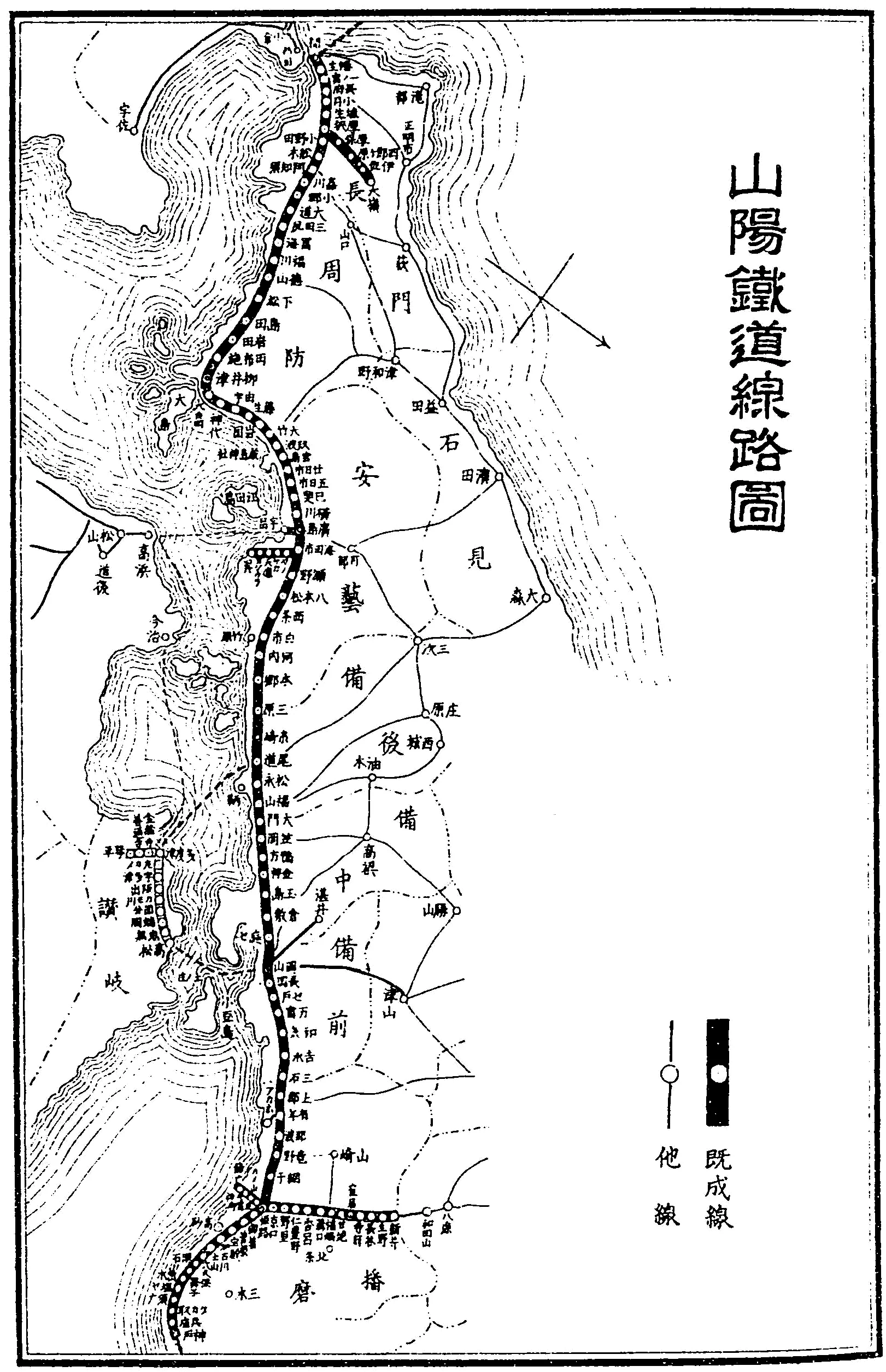
山陽鉄道株式会社 1906年の路線図

- 1905年（明治38年）9月13日：山陽鉄道 厚狭駅 - 大嶺駅間（12.2M≒19.63km）が開業。厚保駅・四郎ケ原駅・伊佐駅（現在の南大嶺駅）・大嶺駅が開業。
- 1906年（明治39年）12月1日：山陽鉄道が国有化。
- 1909年（明治42年）10月12日：国有鉄道線路名称制定。厚狭駅 - 大嶺駅間を大嶺線とする。
- 1921年（大正10年）2月10日：湯ノ峠駅が開業。

### 美祢軽便鉄道→美禰線
- 1914年（大正3年）1月29日：鉄道免許状下付（美禰郡大嶺村大字大嶺北分-同郡同村大字大嶺西分間）[36]
- 1916年（大正5年）9月15日：美祢軽便鉄道 伊佐駅 - 重安駅間（3.4M≒5.47km）が開業。吉則停留場（現在の美祢駅）・上領停留場・重安駅が開業[37]。
- 1920年（大正9年）
  - 6月1日：美祢軽便鉄道が国有化され、美禰軽便線となる[38]。吉則停留場を吉則駅に格上げ。上領停留場が廃止。機関車2両、客車2両、貨車2両を引継ぐ[39]。
  - 10月30日：重安駅 - 於福駅間（3.0M≒4.83km）が延伸開業。於福駅が開業[40]。
- 1922年（大正11年）9月2日：美禰線に改称[41]。

### 全通以後
- 1924年（大正13年）
  - 3月23日：於福駅 - 正明市駅間（11.7M≒18.83km）が延伸開業し全通。大嶺線が美禰線と新規開業区間を編入し美禰線に改称。渋木駅・長門湯本駅・板持駅・正明市駅（現在の長門市駅）開業。
  - 11月3日：正明市駅 - 長門三隅駅間が延伸開業。
- 1925年（大正14年）
  - 4月3日：長門三隅駅 - 萩駅間が延伸開業。
  - 11月1日：萩駅 - 東萩駅間が延伸開業。
- 1928年（昭和3年）12月9日：支線 正明市駅 - 黄波戸駅間が開業。
- 1929年（昭和4年）
  - 4月24日：東萩駅 - 奈古駅間が延伸開業。
  - 10月13日：支線 黄波戸駅 - 長門古市駅間が延伸開業。
- 1930年（昭和5年）
  - 4月1日：営業距離の単位をマイルからメートルに変更（厚狭駅 - 正明市駅間 28.6M→46.0km、伊佐駅 - 大嶺駅間 1.7M→2.8km）。
  - 5月15日：貨物支線 正明市駅 - 仙崎駅間が開業。
  - 12月7日：支線 長門古市駅 - 阿川駅間が延伸開業。
- 1931年（昭和6年）11月15日：奈古駅 - 宇田郷駅間が延伸開業。
- 1933年（昭和8年）2月24日：山陰本線全通に伴い、本線 正明市駅 - 宇田郷駅間、支線 正明市駅 - 阿川駅間、貨物支線 正明市駅 - 仙崎駅間を山陰本線に編入。
- 1949年（昭和24年）1月1日：伊佐駅が南大嶺駅に改称。
- 1958年（昭和33年）7月25日：板持駅が開業。
- 1960年（昭和35年）9月10日：朝の上りと夕方の下りの1往復、および大嶺支線を除き、旅客列車を気動車化[42]。
- 1962年（昭和37年）11月1日：正明市駅が長門市駅に改称。
- 1963年（昭和38年）10月1日：美祢線に改称。吉則駅が美祢駅に改称。湯ノ峠駅 - 厚保駅間に松ヶ瀬信号場が開設。
- 1969年（昭和44年）3月29日：厚狭駅 - 湯ノ峠駅間に鴨ノ庄信号場が開設。
- 1973年（昭和48年）2月19日：蒸気機関車による厚狭 - 宇部間のピストン運転終了[43]
- 1974年（昭和49年）12月20日：全線に列車集中制御装置（CTC）を導入[44]。
- 1984年（昭和59年）2月1日：南大嶺駅 - 大嶺駅間の貨物営業が廃止（大嶺駅の貨物営業は同年1月1日に廃止済み）。
- 1987年（昭和62年）4月1日：国鉄分割民営化により西日本旅客鉄道が承継。日本貨物鉄道が厚狭駅 - 重安駅間の第二種鉄道事業者となる。重安駅 - 長門市駅間の貨物営業廃止。
- 1988年（昭和63年）3月13日：南大嶺駅 - 大嶺駅間でワンマン運転開始[45]。
- 1989年（平成元年）10月2日：厚狭駅 - 長門市駅間でワンマン運転開始[45]。
- 1991年（平成3年）4月1日：長門鉄道部発足に伴い、広島支社直轄から長門鉄道部管轄に変更[45]。
- 1993年（平成5年）12月1日：キハ120形が運用開始[46]。
- 1997年（平成9年）
  - 3月22日：松ヶ瀬信号場が廃止[47]。
  - 4月1日：南大嶺駅 - 大嶺駅間 (2.8 km) の運輸営業を廃止[35]。大嶺駅が廃止[35]。
- 2009年（平成21年）10月18日：重安駅 - 宇部線宇部岬駅間の石灰石貨物列車がこの日を最後に廃止[6]。
- 2010年（平成22年）7月15日：大雨で橋梁や路盤が流失し、全線が不通になる[9]。
- 2011年（平成23年）9月26日：全線で営業運転再開[19]。
- 2014年（平成26年）4月1日：日本貨物鉄道の第二種鉄道事業（厚狭駅 - 重安駅間 22.3km）が廃止される[8]。
- 2022年（令和4年）
  - 4月11日：JR西日本から『ローカル線に関する課題認識と情報開示について』発表。営業成績が公開され、美祢線は全線が「輸送密度（平均通過人員）2,000人/日未満」の線区とされる[48]。
  - 4月28日：JR西日本が沿線自治体（山陽小野田市・美祢市・長門市）と山口県、JR西日本からなる「JR美祢線利用促進協議会」において、今後の路線の在り方に関する協議を要請[49]。
- 2023年（令和5年）
  - 7月1日：大雨により四郎ケ原駅 - 南大嶺駅間で厚狭川をまたぐ橋梁が流失し、周囲の少なくとも三箇所でバラストが流出、全線が不通となる[20][21][50]。
  - 7月4日：湯ノ峠駅をのぞく全線において代行バスの運行、及び厚狭駅 - 湯ノ峠駅間における代行タクシーの運行が開始[24]。
- 2024年
  - 10月1日：「復旧後の利便性向上に向けた調査・実証事業」の一環として、2025年3月21日まで代行バスに快速便5往復（美祢以南のみ運転や土休日運転・運休のものを含む）を増発[51][52]。
  - 12月1日：上記実証事業で増発している快速便について、停留所増設と所要時間短縮を実施[53]。増設停留所は快速便のみ停車で、うち一部は快速便のみ経由のルート上に設置。
- 2025年
  - 1月23日：上記実証事業で増便中の快速バスについて、沿線自治体が実証実験期間終了後の継続を要望[54]。これに対しJRは「いったん（実験を）全うすることが考え方の基本」として、継続を行う考えがないことを表明。
  - 4月7日：上記実証事業終了後の公共交通の利用者維持を目的として、この日から当分の間、代行バスに朝の美祢駅 - 厚狭駅間の1往復を増便（土休日と沿線高校の長期休暇期間は運休）。両駅間ノンストップ[55]。
  - 7月16日：沿線3市と県、JR西日本で開かれた利用促進協議会で、鉄道での復旧は断念し、バス高速輸送システム（BRT）で復旧する方向で検討を進めることで意見が一致[31]。

## 駅一覧
- 全列車普通列車（すべての旅客駅に停車）※臨時列車を除く
- 線路（全線単線） … ◇・∨・∧：列車交換可、｜：列車交換不可
- 全駅山口県内に所在。
- 駅名欄の背景色が■である駅（鴨ノ庄信号場 - 板持駅）は、大雨の被害により不通となっている区間の駅を示す（2023年7月3日時点）。

| 駅名         | 営業キロ | 営業キロ | 接続路線                                    | 線路 | 所在地       |
| 駅名         | 駅間     | 累計     | 接続路線                                    | 線路 | 所在地       |
| ------------ | -------- | -------- | ------------------------------------------- | ---- | ------------ |
| 厚狭駅       | -        | 0.0      | 西日本旅客鉄道： 山陽新幹線・■山陽本線      | ∨    | 山陽小野田市 |
| 鴨ノ庄信号場 | -        | (2.0)    |                                             | ◇    | 山陽小野田市 |
| 湯ノ峠駅     | 4.2      | 4.2      |                                             | ◇    | 山陽小野田市 |
| 厚保駅       | 6.0      | 10.2     |                                             | ◇    | 美祢市       |
| 四郎ケ原駅   | 3.0      | 13.2     |                                             | ◇    | 美祢市       |
| 南大嶺駅     | 3.7      | 16.9     |                                             | ◇    | 美祢市       |
| 美祢駅       | 2.5      | 19.4     |                                             | ｜   | 美祢市       |
| 重安駅       | 2.9      | 22.3     |                                             | ◇    | 美祢市       |
| 於福駅       | 4.9      | 27.2     |                                             | ◇    | 美祢市       |
| 渋木駅       | 9.9      | 37.1     |                                             | ◇    | 長門市       |
| 長門湯本駅   | 3.9      | 41.0     |                                             | ｜   | 長門市       |
| 板持駅       | 2.3      | 43.3     |                                             | ｜   | 長門市       |
| 長門市駅     | 2.7      | 46.0     | 西日本旅客鉄道：■山陰本線（本線・仙崎支線） | ∧    | 長門市       |

厚狭駅・長門市駅はJR西日本の直営駅（いずれもみどりの券売機プラス設置）、その他の駅は無人駅である。

### 廃止区間（大嶺支線）
全線山口県美祢市に所在。南大嶺駅構内も含め大嶺支線の列車同士の交換不可。
| 駅名     | 営業キロ | 接続路線                       |
| -------- | -------- | ------------------------------ |
| 南大嶺駅 | 0.0      | 西日本旅客鉄道：美祢線（本線） |
| 大嶺駅   | 2.8      |                                |

### 廃駅・廃止信号場
廃止区間のものを除く。( )内は厚狭駅起点の営業キロ。
- 松ヶ瀬信号場：1997年廃止、湯ノ峠駅 - 厚保駅間 (6.6 km)
- 上領停留場：1920年廃止、美祢駅 - 重安駅間 (約20.8 km)

## 利用状況

### 平均通過人員
各年度の平均通過人員（人/日）は以下のとおりである。
| 年度                   | 平均通過人員（人/日） | 出典   |
| 年度                   | 厚狭 - 長門市         | 出典   |
| ---------------------- | --------------------- | ------ |
| 1987年度（昭和62年度） | 1,741                 | [ 56 ] |
| 2013年度（平成25年度） | 579                   | [ 56 ] |
| 2014年度（平成26年度） | 550                   | [ 57 ] |
| 2015年度（平成27年度） | 574                   | [ 58 ] |
| 2016年度（平成28年度） | 562                   | [ 59 ] |
| 2017年度（平成29年度） | 636                   | [ 60 ] |
| 2018年度（平成30年度） | 541                   | [ 61 ] |
| 2019年度（令和元年度） | 478                   | [ 62 ] |
| 2020年度（令和02年度） | 366                   | [ 63 ] |
| 2021年度（令和03年度） | 366                   | [ 64 ] |
| 2022年度（令和04年度） | 377                   | [ 65 ] |
| 2023年度（令和05年度） | 300                   | [ 66 ] |

### 収支・営業系数
各3か年平均の収支（運輸収入、営業費用、営業損益）、営業係数、収支率は以下のとおりである。▲はマイナスを意味する。
| 年度                                       | 収支（億円） | 収支（億円） | 収支（億円） | 営業 係数 （円） | 収支率 | 出典   |
| 年度                                       | 運輸 収入    | 営業 費用    | 営業 損益    | 営業 係数 （円） | 収支率 | 出典   |
| ------------------------------------------ | ------------ | ------------ | ------------ | ---------------- | ------ | ------ |
| 2017 - 2019年度（平成29 - 令和元年度）平均 | 0.8          | 5.2          | ▲4.4         | 630              | 15.9%  | [ 48 ] |
| 2018 - 2020年度（平成30 - 令和2年度）平均  | 0.7          | 5.4          | ▲4.7         | 788              | 12.7%  | [ 48 ] |
| 2019 - 2021年度（令和元 - 3年度）平均      | 0.6          | 5.2          | ▲4.6         | 904              | 11.1%  | [ 67 ] |
| 2020 - 2022年度（令和2 - 4年度）平均       | 0.5          | 5.2          | ▲4.7         | 1,049            | 9.5%   | [ 68 ] |
| 2021 - 2023年度（令和3 - 5年度）平均       | 0.5          | 4.3          | ▲3.8         | 915              | 10.9%  | [ 69 ] |

### 地元との協議
2022年4月、JR西日本は「ローカル線に関する課題認識と情報開示について」において、本路線が「2019年度の輸送密度が2,000人/日未満の線区」として営業状況を公表した。これによると、2017年度から2019年度までの平均値で営業係数は630、赤字額は4.4億円を計上しており、2018年度から2020年度までの平均値ではそれぞれ788、4.7億円となっている。これを受け、JR西日本は「JR美祢線利用促進協議会」において今後の路線の在り方について議論を提案している。